# Frederik Backaert
Frederik Backaert (Gant, 13 de març de 1990) és un ciclista belga, professional des del 2014. Actualment corre a l'equip Wanty-Groupe Gobert.

## Palmarès
- 2012
  - Vencedor d'una etapa a la Volta a la Província de Lieja
- 2013
  - 1r als Tres dies de Cherbourg i vencedor d'una etapa
  - Vencedor de 2 etapes a la Volta a la Província de Lieja
- 2016
  - Vencedor d'una etapa a la Volta a Àustria

### Resultats al Tour de França
- 2017. 132è de la classificació general
- 2019. 120è de la classificació general